# Staré Město (powiat Svitavy)
Staré Město – miejscowość i gmina (obec) w Czechach, w kraju pardubickim, w powiecie Svitavy. W 2022 roku liczyła 1031 mieszkańców.